# Walpersdorf (Netphen)
Walpersdorf ist ein ostsüdöstlicher Stadtteil von Netphen im Kreis Siegen-Wittgenstein in Nordrhein-Westfalen. Er hat 9,2 km² Fläche und 406 Einwohner (29. April 2023).

## Geographie

### Lage

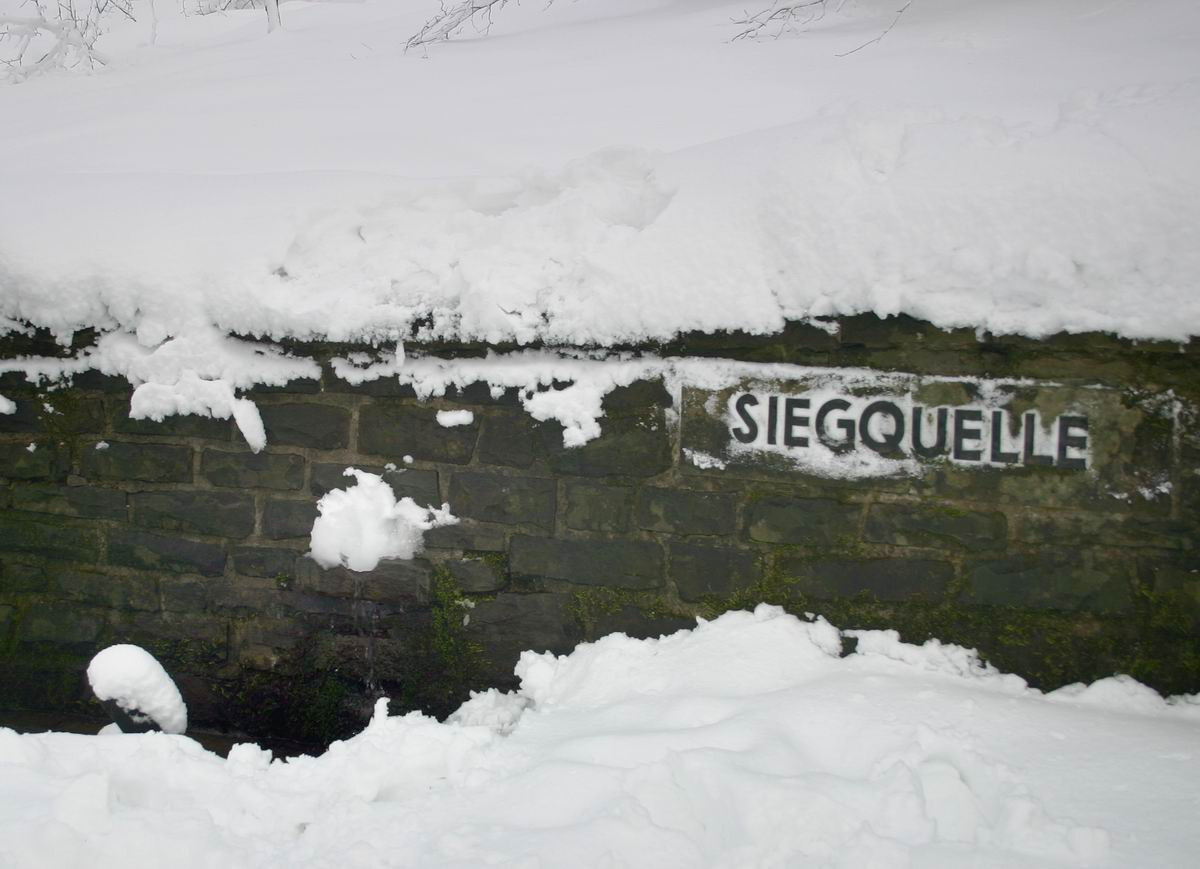
Die Siegquelle bei Walpersdorf

Walpersdorf liegt im Siegerland im Südteil des Rothaargebirges, rund 7 km ostsüdöstlich der Netphener Kernstadt. Es ist die erste Ortschaft am quellnahen Oberlauf der Sieg, in die im Dorf der Michelbach und Sindernbach (gespeist vom Butzbach) und in der Umgebung der Ahornbach, Kütschenlangenbach und Langenbach münden. In jeweils etwa 3 km Entfernung entspringen neben der Siegquelle auch die Lahnquelle und Eder; vorbei an diesen Quellen führt der Rothaarsteig. Das Dorf liegt zwischen 380 und 440 m ü. NHN. Berge in der Umgebung sind unter anderem die Hohe Hardt (517 m ü. NHN) im Westen, die Nordhelle (579,9 m ü. NHN) im Süden, und der Grauhain (ca. 638 m ü. NHN) im Südosten.

### Nachbarorte
Nachbarorte von Walpersdorf sind Benfe im Nordnordosten, Großenbach im Nordosten, Lahnhof im Südosten, Werthenbach im Süden, Nenkersdorf im Südwesten, Beienbach im Westen und Afholderbach im Nordwesten.

## Geschichte
1344 wurde Walpersdorf erstmals urkundlich erwähnt. Am 10. April 1960 war nahe Walpersdorf der Fund jungsteinzeitlicher Arbeitsgeräte zu verzeichnen. Am 8. Juli 1823 wurde ein Schul- und Kapellengebäude eingeweiht.
Bis Ende 1968 gehörte der Ort dem Amt Netphen an und wurde bei der zur kommunalen Neugliederung am 1. Januar 1969 ein Ortsteil der neuen Großgemeinde Netphen, seit 2000 ein Stadtteil.
Am 19. Februar 2002 brannte die Walpersdorfer St. Sebastian-Kirche nach einem Blitzschlag aus.

### Wappen
| Wappen der ehemaligen Gemeinde Walpersdorf, Kreis Siegen | Blasonierung: „In Gold (Gelb) vom Schildrand rechts und links hervortretend, rote Hälften eines brennenden Holzkohlemeilers und eines Eisenschmelzofens mit Mundloch und rauchender Esse. Davor im Schildfuß stehend, am blauen Stamm mit belaubter, blauer Krone angelehnt, der Heilige Sebastian im blauen Lendenschurz mit rotem Gürtel. Die gekreuzten Füße und die über links schräggestelltem Haupt erhobenen Hände gefesselt, rechte Lende einfach, freier Oberkörper von links zweifach von schwarzen Pfeilen durchbohrt.“ |
| Wappen der ehemaligen Gemeinde Walpersdorf, Kreis Siegen | Wappenbegründung: Das von Theo Meier-Lippe entworfene Wappen wurde am 24. März 1959 vom nordrhein-westfälischen Innenminister genehmigt. Holzkohlenmeiler und Eisenschmelzofen sind bedeutende Symbole der geschichtlichen und wirtschaftlichen Entwicklung der Gemeinde; etwa um das 9. bis 12. Jahrhundert sind eine Waldschmiede und erste Köhlersiedlungen im Gemeindegebiet nachgewiesen. Der Heilige Sebastian ist der Schutzpatron von Walpersdorf.                                                                         |

### Einwohnerzahlen
Einwohnerzahlen des Ortes:
| Jahr | Einwohner |
| ---- | --------- |
| 1818 | 321       |
| 1885 | 332       |
| 1895 | 351       |
| 1905 | 307       |
| 1910 | 326       |
| 1925 | 339       |
| 1933 | 360       |

| Jahr | Einwohner |
| ---- | --------- |
| 1939 | 335       |
| 1950 | 376       |
| 1961 | 424       |
| 1967 | 452       |
| 1994 | 485       |
| 2005 | 442       |
| 2009 | 426       |

| Jahr | Einwohner |
| ---- | --------- |
| 2012 | 409       |
| 2013 | 393       |
| 2014 | 415       |
| 2013 | 393       |
| 2014 | 415       |
| 2015 | 408       |
| 2018 | 410       |

| Jahr | Einwohner |
| ---- | --------- |
| 2021 | 390       |
| 2022 | 399       |

## Sehenswürdigkeiten

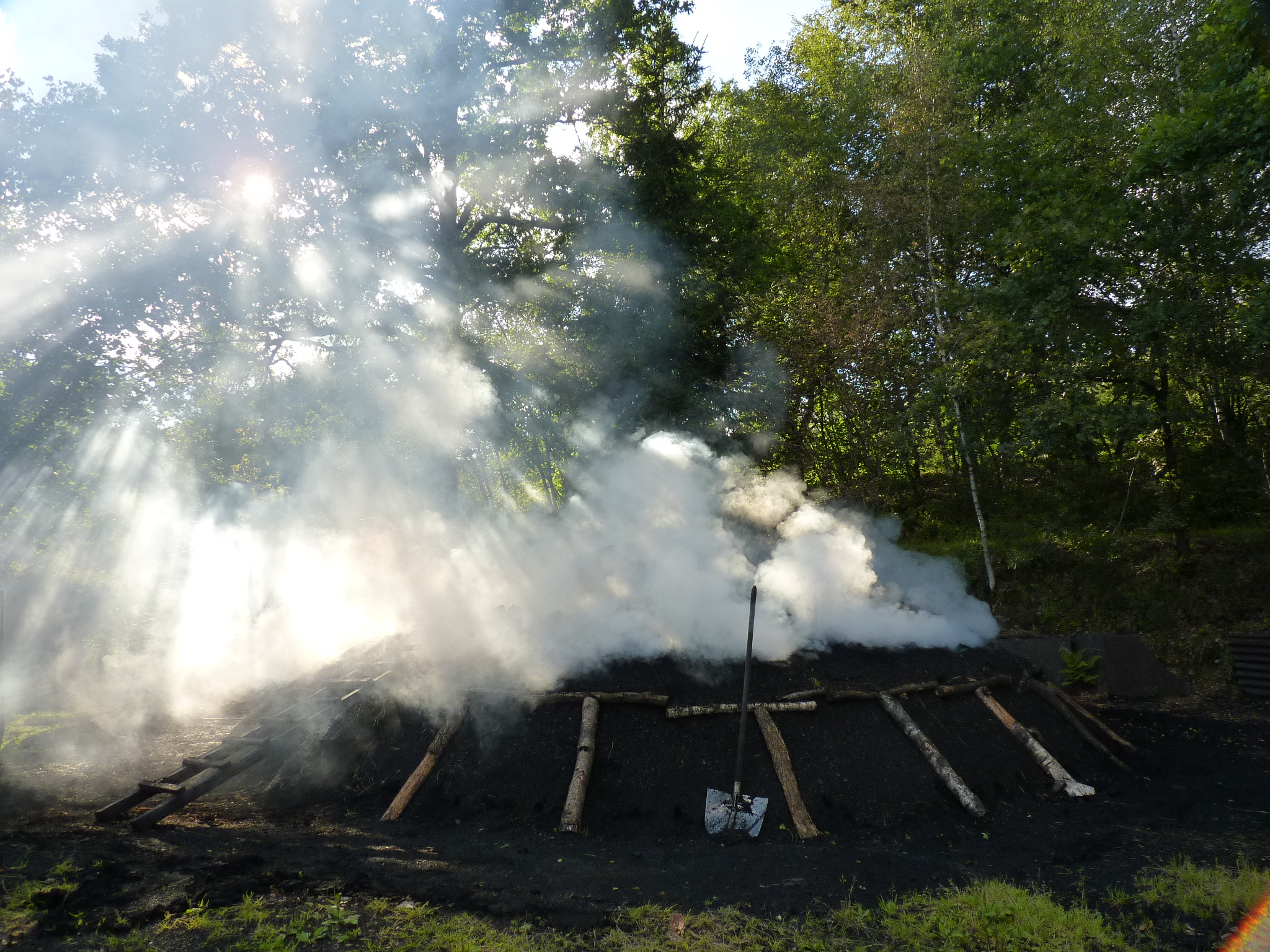
Kohlenmeiler bei Walpersdorf

Die Holzkohlenmeiler bei Walpersdorf zählen neben jenen in Grissenbach und Fellinghausen zu den letzten Kohlenmeilern im Siegerland. In ihnen wird die regional bekannte „Walpersdorfer Holzkohle“ in alter Tradition hergestellt. Verkohlt wird Eichen-, Birken- und Buchenholz. Aus 4 t Holz wird etwa 1 t Holzkohle hergestellt.
Außerdem sehenswert ist das Naturschutzgebiet „Märzbecherwiese“.

## Verkehr
Walpersdorf liegt an der Landesstraße 719 (Nenkersdorf–Volkholz). Mit der Bundesautobahn 45 ist es über die Anschlüsse Wilnsdorf oder Siegen über die Hüttentalstraße (HTS) verbunden. Der Busverkehr wird von der Verkehrsbetriebe Westfalen-Süd (VWS) betrieben.

## Soziale Einrichtungen
Soziale Einrichtungen sind der Kindergarten, der Bolzplatz, ein großer Kinderspielplatz, die Katholische Pfarrkirche Sankt Sebastian und der Friedhof, den sich der Ort mit Nenkersdorf teilt.